# Epistasia
La epistasis es la interacción entre diferentes genes al expresar un determinado carácter fenotípico, es decir, cuando la expresión de uno o más genes dependen de la expresión de otro gen. Sucede cuando la acción de un gen se ve modificada por la acción de uno o varios genes. Al gen cuyo fenotipo se está expresando se le llama epistático, mientras que al fenotipo alterado o suprimido se le llama hipostático. Este fenómeno puede darse tanto entre genes que segreguen de forma independiente como entre loci que estén ligados; si bien, en el caso de genes ligados variarán las frecuencias fenotípicas esperadas en la descendencia debido a los efectos de la recombinación.
La epistasis y la interacción genética se refieren al mismo fenómeno; sin embargo, la palabra epistasia se usa sobre todo en genética de poblaciones y hace referencia concretamente a las propiedades estadísticas del fenómeno.

## Casos de epistasia

### Simple recesiva
Es una interacción génica producida por la acción de un gen cuyos alelos recesivos impiden la expresión fenotípica de otro gen. Un ejemplo es el color de los perros labradores que en su condición homocigota y heterocigota son negros (B_E_), en su condición heterocigota marrones (bbE_) y amarillos (B_ee; bbee) en la F2 se obtiene entonces proporciones 9/16; 3/16; 4/16 respectivamente en la expresión fenótica del color de los perros labradores, pero solo se produce a nivel de un par de alelos que enmascaran la expresión de otro par ya sea dominante o también recesivo como en el caso de los perros marrones.

### Simple dominante
Es el caso inverso al anterior, el enmascaramiento de un gen por parte de los alelos dominantes del gen epistático. Para el caso del color de calabazas que en el cruce de un homocigoto dominante (AABB) con otro homocigoto recesivo (aabb) se obtiene una progenie F1 todas blancas (AaBb) siendo (A) el alelo responsable del color blanco, luego al hacer la cruza F1 X F1 obtenemos una progenie F2 de relaciones blanco (A_B_; A_bb), amarillo (aaB_) y verde (aabb), siendo responsable el alelo (B) del color amarillo y (b) del color verde; se obtiene una relación 12/16, 3/16, 1/16 con respecto a la expresión fenotípica.

### Doble recesiva
Producida por la doble acción de los alelos recesivos sobre cualquier otro alelo, basta en coincidir en el genotipo los alelos recesivos en la forma (aa) o en la forma (bb) para que se produzca el enmascaramiento en este caso doble recesiva.
Tenemos como ejemplo el caso de flores que del cruce de un homocigoto dominante (AABB) púrpura con un homocigoto recesivo (aabb) blanco da lugar a una progenie F1 todas púrpuras (AaBb) al hacer el cruce F1 X F1 se logra una progenie F2 de fenotipo púrpura (A_B_) y blancos (A_bb; aaB_; aabb), teniendo una proporción 9/16, 7/16 de la expresión fenotípica.

### Doble dominante
La presencia de al menos un alelo dominante A o B enmascara la expresión de otro gen aun si en el genotipo solo se presenta cualquiera de las condiciones de alelo dominante o recesivo, tomando como ejemplo los precursores de clorofila donde tanto (A) como (B) expresan el pigmento verde (clorofila) tenemos entonces en la progenie F2 plantas con clorofila (A_B_; A_bb; aaB_) y plantas sin clorofila letal (aabb) en proporciones 15/16, 1/16 en relación con la expresión fenotípica de la planta.

### Doble dominante recesiva
El alelo dominante de un locus (por ejemplo A) y el recesivo del otro (b) suprimen respectivamente la acción de los otros alelos. Se obtiene una proporción fenotípica 13:3. Un ejemplo de ello es el carácter que controla la producción de granos de maíz púrpura o amarillo. Dos loci independientes controlan el color del maíz, el alelo dominante A produce pigmento púrpura y el alelo a lo produce amarillo. El alelo B del locus B/b es un inhibidor de la pigmentación, pero el b no lo inhibe. Se producirán trece amarillas y tres púrpuras.

## Epistasia y recombinación
En general, el incremento de aptitud de cualquier gen depende de muchos otros genes de complicadas formas. Pero a causa de cómo se desarrolló la ciencia de la genética de poblaciones, los científicos evolutivos tienden a pensar en la epistasia como la excepción a la regla. En los primeros modelos de selección natural concebidos a principios del siglo XX, se consideraba que cada gen hacía su propia contribución característica a la aptitud en el marco de un conjunto de otros genes. En las asignaturas introductorias universitarias todavía se sigue enseñando así la genética de poblaciones.
Ejemplos de genes estrechamente ligados que tienen efectos epistáticos en la aptitud se pueden encontrar en los supergenes y en los genes humanos del complejo mayor de histocompatibilidad. El efecto puede ocurrir directamente a nivel genómico, en el que un gen podría codificar una proteína que impidiese la transcripción del otro gen. Por otro lado, el efecto de un gen puede existir a nivel fenotípico. Por ejemplo, el gen que causa el albinismo ocultaría al gen que controla el color del pelo. Otro ejemplo: el gen que codifica el pico de viuda estaría oculto por otro que causara la alopecia. La epistasis de la aptitud (donde el rasgo afectado es la aptitud) es una causa del desequilibrio de ligamiento.
El estudio de las interacciones genéticas puede revelar la función de los genes, la naturaleza de las mutaciones, la redundancia funcional y las interacciones entre proteínas. Como los complejos proteínicos son responsables de la mayoría de las funciones biológicas, las interacciones genéticas son una poderosa herramienta.